# Diócesis de Quersoneso de Zechia
La diócesis de Quersoneso de Zechia (en latín: Dioecesis Chersonensis in Zechia y en italiano: Diocesi di Chersoneso di Zechia) fue una circunscripción eclesiástica de la Iglesia católica en Crimea. Se trataba de una diócesis latina, sufragánea de la arquidiócesis de Bósforo. Fue suprimida de hecho por los otomanos en 1475 y restaurada como arquidiócesis titular en el siglo XX. Desde el 3 de julio de 1976 es sede vacante.

## Territorio y organización

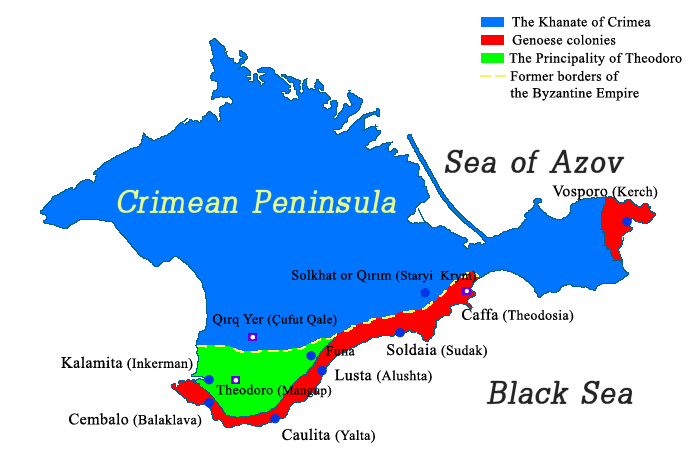
Mapa de las posesiones genovesas (color rojo) de la Gazaria en Crimea en el

La diócesis extendía su jurisdicción sobre los fieles católicos de rito latino residentes en la ciudad de Quersoneso en la península de Crimea (o Zechia), que era parte de la colonia de Gazaria de la República de Génova.
La sede de la diócesis se encontraba en la ciudad de Quersoneso, actual Sebastopol.

## Historia

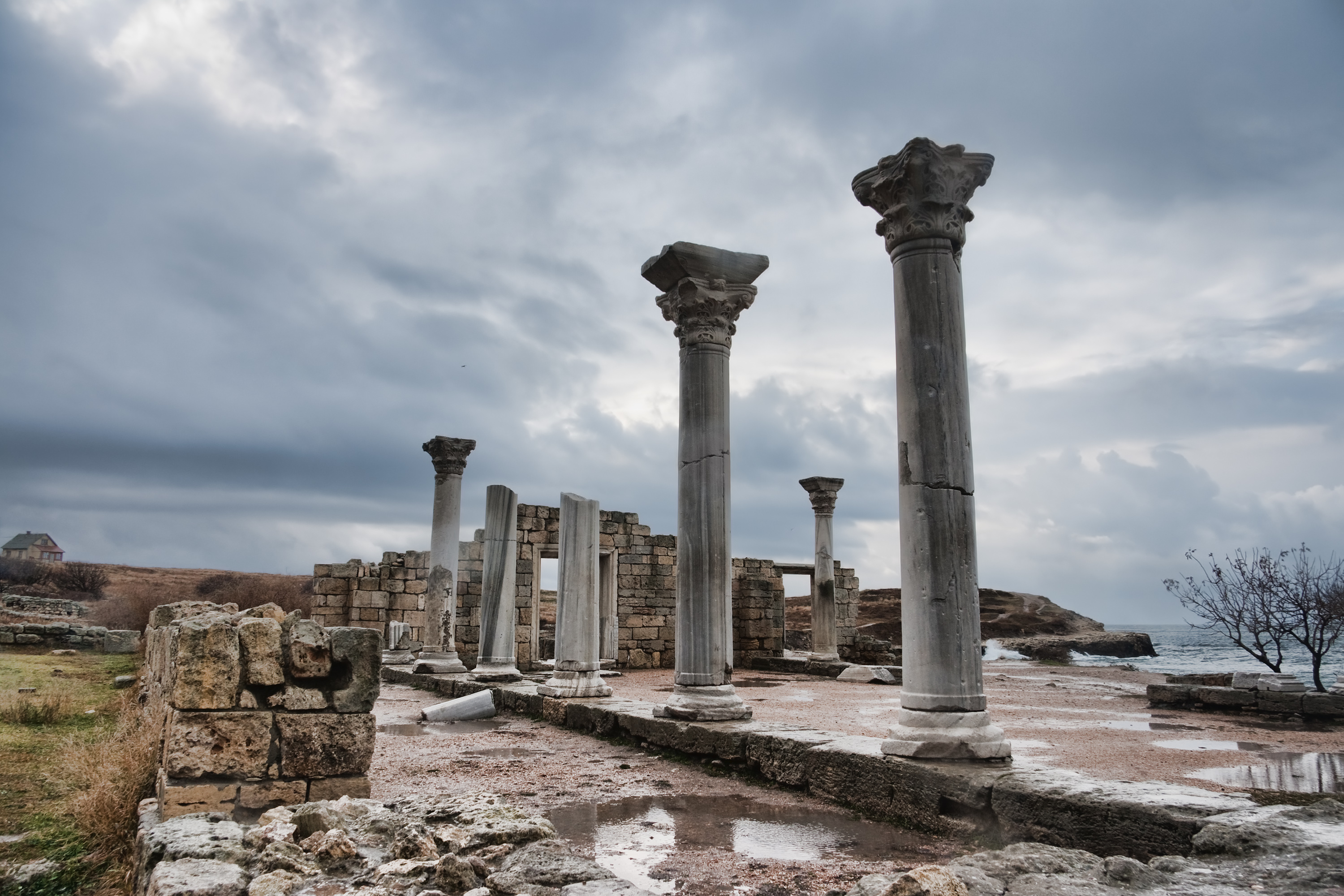
Ruinas de una basílica en Quersoneso de Zechia

Quersoneso fue una antigua sede arzobispal de la provincia romana de Zechia. En la Notitia Episcopatuum redactada por el emperador bizantino León VI (886-912), la sede aparece en el puesto 21 entre las sedes arzobispales del patriarcado de Constantinopla. Posteriormente fue elevada a sede metropolitana, de la que se tienen noticias de obispos griegos todavía en el siglo XV.
La tradición recuerda que fue en Quersoneso donde se exilió el papa Clemente I y murió alrededor del año 97.
En el 838 el emperador Teófilo envió al noble Petronas Kamateros, que había recientemente supervisado la construcción de la fortaleza jázara de Sarkel, a tomar el control directo sobre la ciudad y sus alrededores. Permaneció en manos bizantinas hasta el 980, cuando cayó ante la Rus de Kiev. Vladimiro el Grande consintió en evacuar la fortaleza sólo si Ana Porfirogéneta, hermana de Basilio II, le era entregada en matrimonio. La demanda causó un escándalo en Constantinopla, pues al ser una princesa imperial nunca podía casarse con no griegos. Como precondición para el acuerdo matrimonial, Vladimiro fue bautizado allí en el 988, allanando así el camino hacia la cristianización de la Rus de Kiev. A partir de entonces Quersoneso (llamada Korsún en eslavo antiguo) fue evacuada.
Tras la Cuarta Cruzada Quersoneso o Querson pasó a depender del Imperio de Trebisonda, y cayó bajo el control genovés a principios de 1300. En 1299 la ciudad fue saqueada por los ejércitos de Nogai Kan.
El 5 de julio de 1333 el papa Juan XXII, mediante la bula Quam gaudiosa, erigió una diócesis «sub vocabulo S. Clementis in terra Gothiae in partibus Orientis», sufragánea de la arquidiócesis de Bósforo. El dominico Richard Anglicus fue nombrado obispo, y también parece haber sido el único titular de esta sede.
Con la destrucción de la ciudad por los turcos en 1475, la comunidad cristiana también desapareció.

### Arquidiócesis titular
Desde el siglo XX Quersoneso de Zechia figura entre las sedes titulares de la Iglesia católica como arquidiócesis de Quersoneso de Zechia. Desde el 3 de julio de 1976 es sede vacante.

## Episcopologio

### Arzobispos griegos
- Eugenio †
- Agatodoro †
- Capito †
- Elpidio †
- San Basilio † (al tiempo del emperador Diocleciano)
- Eterio (o Edesio) † (mencionado en 381)
- Longino? † (mencionado en 449)[nota 2]
- Stefano † (mencionado en 553)
- Sant'Efrem †
- Giorgio † (mencionado en 692)[nota 3]
- Paolo † (mencionado en 879)

### Obispos latinos
- Riccardo Anglicus, O.P. † (16 de julio de 1333-?)

### Arzobispos titulares
- Sigismondo Miaschoviski, O.P. † (18 de abril de 1644-?)
- Donald Aloysius Mackintosh † (11 de junio de 1912-8 de octubre de 1919 falleció)
- Alexis-Armand Charost † (18 de junio de 1920-22 de septiembre de 1921 sucedió al arzobispo de Rennes)
- Giovanni Beda Cardinale, O.S.B. † (25 de julio de 1922-1 de diciembre de 1933 falleció)
- Albert Levame † (21 de diciembre de 1933-5 de diciembre de 1958 falleció)
- Louis Parisot, S.M.A. † (5 de enero de 1960-21 de abril de 1960 falleció)
- Serapione Uluhogian, C.A.M. † (22 de julio de 1960-16 de mayo de 1965 falleció)
- Hemaiag Guedikian, C.A.M. † (3 de marzo de 1971-3 de julio de 1976 nombrado patriarca de Cilicia)